# Paria (pjäs)
Paria är en pjäs av August Strindberg (enaktare) skriven 1888–1889. Den bygger löst på en novell av Ola Hansson.
Pjäsen är skriven i dialogform och handlar om karaktärerna Herr X och Herr Y: Två herrar som båda har ett dolt förflutet. Herr X har i sin ungdom begått ett dråp utan att bli upptäckt. Herr Y har förfalskat en växel utan att straffas. Detta uppdagas under pjäsens gång och herrarna ställs mot varandra. Vem av dem är egentligen den mest skyldige till sitt brott, vilken är den mest raffinerade och har någon av dem egentligen moraliskt sonat sin missgärning under de år som gått?

## Personer
- Herr X
- Herr Y

## Kända uppsättningar
- I Rune Carlstens regi sattes pjäsen år 1949 upp på Dramaten i en hyllad version; med Anders Henrikson som Herr X och Lars Hanson som Herr Y (Premiär: 1949-09-24).

- Thorsten Flinck har turnerat med sin uppsättning av Paria på flera teatrar (där han spelar båda rollerna själv) och gjorde bland annat en omtalad TV-teater-inspelning av pjäsen som sändes i TV4 i december 2003.

- Liljevalchs Konsthall har enligt egen hemsida premiär av Paria den 11 februari 2011 med Malou von Sivers och Moa Gammel i rollerna.

## Källhänvisningar
1. ↑  "NIO ENAKTARE – 1888–1892". Litteraturbanken.se Läst 24 november 2014.